# Tattoos & Tequila
Tattoos & Tequila ist das dritte Studioalbum des US-amerikanischen Sängers Vince Neil.

## Hintergrund
Vince Neil hatte, nachdem er 1992 Mötley Crüe verlassen hatte, zwei Alben veröffentlicht: Das 1993 erschienene Exposed, das überwiegend positive Kritiken erhielt und Platz 13 der Billboard 200 erreicht hatte, sowie 1995 das an Industrial- und Hip-Hop orientierte Carved in Stone, das die Solokarriere des Sängers nachhaltig negativ beeinflusste, sodass er 1997 zu Mötley Crüe zurückkehrte.
2010 ging Neil, diesmal jedoch weiterhin Mitglied von Mötley Crüe, wieder ins Studio, um ein neues Soloalbum aufzunehmen. Tattoos & Tequila enthält fast ausschließlich Coverversionen, u. a. von Elton John (Bitch Is Back), den Scorpions (Another Piece of Meat), Cheap Trick (He’s a Whore) oder Aerosmith (Nobody’s Fault), außerdem ein bisher unveröffentlichtes Stück von Mötley Crüe: Another Bad Day, das bei den Sessions zum Album New Tattoo (2000) übrig blieb. Lediglich Tattoos And Tequila ist ein Neil-Original.
Neils Band bestand aus dem Bassisten Dana Strum, dem Gitarristen Jeff Blando (beide von der Band Slaughter), sowie dem Schlagzeuger Zoltan Chaney. Außerdem wirkten Marti Frederiksen und Jack Blades als Musiker und Produzenten an dem Album mit. Blades hatte bei Neils erstem Soloalbum als Songwriter mitgewirkt, Frederiksen bei Carved in Stone.

## Rezeption
Tattoos & Tequila stieg eine Woche nach Veröffentlichung in den USA am 30. Juni 2010 auf Platz 57 der Billboard 200 ein, außerdem erreichte das Album in der ersten Woche folgende Platzierungen in anderen US-Charts: Platz 14 der Rockcharts, Platz 6 der Hardrock-Charts und Platz 7 der Independent-Charts.
Jenny Rönnebeck stellte in ihrer Rezension für Rock Hard fest, dass Tattoos & Tequila entgegen ihrer Erwartung ein „Coveralbum mit zwei neuen Songs“ geworden sei. Das Album dürfe aber „mit der durchaus abwechslungsreichen und interessanten Songauswahl als gelungen bezeichnet werden“. Rönnebeck fand die neuen Titel wie „das sentimentale ‚Another Bad Day‘ aus der Feder von Nikki Sixx“ sowie den Titeltrack, der „puren Rock’n’Roll-Spaß vermittelt“, am interessantesten. Die sei „ohnehin das einzige Ziel von Vince Neil“, der sämtliche Stücke „zu seinen eigenen macht und locker-leichtes Sommer-Party-Feeling verbreitet“.

## Titelliste
1. 3:44 – Tattoos & Tequila – (Album Version) (Marti Frederiksen)
2. 2:49 – He’s A Whore – (Cheap Trick) (Nielsen)
3. 4:08 – AC/DC – (The Sweet) (Mike Chapman, Nicky Chinn)
4. 4:44 – Nobody’s Fault – (Aerosmith) (Steven Tyler, Brad Whitford)
5. 4:07 – Another Bad Day (Nikki Sixx, Tracii Guns, Kadish, James Michael)
6. 2:50 – No Feelings – (Sex Pistols) (Paul Cook, Steve Jones, John Lydon, Glen Matlock, Johnny Rotten)
7. 3:27 – Long Cool Woman – (The Hollies) (Allan Clarke, Cooke, Peter Greenaway)
8. 3:08 – Another Piece Of Meat – (The Scorpions) (Herman Rarebell, Rudolf Schenker)
9. 2:51 – Who Will Stop The Rain – (Creedence Clearwater Revival) (John Fogerty)
10. 2:54 – Viva Las Vegas – (Elvis Presley) (Pomus, Shuman)
11. 3:48 – Bitch Is Back – (Elton John) (Elton John, Bernie Taupin)
12. 2:45 – Beer Drinkers and Hell Raisers – (ZZ Top) (Frank Beard, Billy Gibbons, Dusty Hill)